# Kładka św. Antoniego
Kładka św. Antoniego (dawniej: Pfennigbrücke, Hölzerne Pfennigbrücke) – kładka położona we Wrocławiu w obrębie Starego Miasta, przerzucona nad Fosą Miejską. Kładka położona jest na przedłużeniu ulicy św. Antoniego. Łączy bulwar biegnący nad fosą wzdłuż ul. Pawła Włodkowica (Promenada Staromiejska), z ul. Podwale. Obecna przeprawa odbudowana została w miejscu istniejącej wcześniej kładki, w 1948 i gruntownie wyremontowana w 1985 roku. Od zimy 2009/2010 (po otwarciu kładki Radiowej Trójki) zamknięta z powodu złego stanu technicznego, ponownie oddana do użytku w sierpniu 2011.
Konstrukcja kładki, pomost jak i balustrady, wykonane zostały w technologii drewnianej. Składa się z pięciu przęseł opartych na rozporowych dźwigarach belkowych, drewnianych, wspartych na palach. Skrajna podpora wsparta jest na fundamencie betonowym. Pomost również wykonano w konstrukcji drewnianej, nawierzchnię z desek. Długość kładki wynosi 41,25 m, a jej szerokość wynosi 3,2 m.
27 czerwca 2022 kładka została uszkodzona przez konar pobliskiego drzewa, który oderwał się podczas burzy. Wykonana ekspertyza wykazała konieczność całkowitej rozbiórki i budowy kładki od nowa. Prace rozbiórkowe ruszyły we wrześniu 2023.